# Đa giác đều
Trong hình học Euclid, đa giác đều là đa giác có tất cả các cạnh và các góc bằng nhau.Đa giác đều được chia làm hai loại là: đa giác lồi đều và đa giác sao đều.

## Tính chất tổng quát
Các tình chất này được áp dụng cho cả hình đa giác lồi đều và hình đa giác sao đều.
Tất cả các đỉnh của đa giác đều đều nằm trên một đường tròn. Chúng là các điểm đồng viên. Tất cả các đa giác đều đều có một đường tròn ngoại tiếp
Cũng với tính chất độ dài các cạnh của đa giác đều thì bằng nhau, kéo theo rằng tất cả các đa giác đều đều có các đường tròn nội tiếp.
Một đa giác đều n cạnh có thể được dựng bằng compa và thước kẻ khi và chỉ khi các thừa số nguyên tố lẻ của n khác số nguyên tố Fermat.

### Tính đối xứng
Nhóm đối xứng của đa giác đều là hình vuôngn D2, D3, D4,... Nó bao gồm sự quay quanh tâm Cn (tâm đối xứng), cùng với tính đối xứng của n trục đi qua tâm này. Nếu n là chẵn thì một nửa số trục đối xứng đi qua hai đỉnh đối nhau của đa giác và nửa còn lại đi qua trung điểm của hai cạnh đối. Nếu n là lẻ thì tất cả các trục đới xứng đều đi qua một đỉnh và trung điểm của cạnh đối diện với đỉnh ấy.

## Đa giác lồi đều
Tất các đa giác đơn đều (một đa giác đơn là một đa giác mà không tự cắt)là các đa giác lồi đều. Các đa giác mà có cùng số đo các cạnh thì đồng dạng.
Một đa giác lồi đều n cạnh được chỉ rõ bởi công thức Schläfli của nó: {n}.
- Đa giác đều 1 đỉnh: suy biến trong không gian bình thường {1}
- Nhị giác đều: một "đoạn thẳng đôi" - suy biến trong không gian bình thường {2}
- Tam giác đều {3}
- Hình vuông {4}
- Ngũ giác đều {5}
- Lục giác đều {6}
- Thất giác đều {7}
- Bát giác đều {8}
- Cửu giác đều {9}
- Thập giác đều {10}

| Tam giác đều | Hình vuông    | Ngũ giác đều            |
| Lục giác đều | Thất giác đều | cách vẽ hình 7 cạnh đều |

Trong một số hoàn cảnh các đa giác đã được xét đến đều là các đa giác đều. Trong nhiều trường người ta thường bỏ chữ đều đi. Ví dụ như mọi mặt của đa diện đều có thể là các hình đa giác đều như: tam giác đều, hình vuông, ngũ giác đều, etc.

### Góc
Với một đa giác đều n đỉnh, số đo góc trong được tính bằng công thức:
{\displaystyle (1-{\frac {2}{n}})\times 180} (hay bằng với {\displaystyle (n-2)\times {\frac {180}{n}}}) độ,
hay {\displaystyle {\frac {(n-2)\pi }{n}}} độ radian,
hay {\displaystyle {\frac {(n-2)}{2n}}} tính theo vòng,
và với mỗi góc ngoài (kề bù với góc trong)được tính theo công thức {\displaystyle {\frac {360}{n}}} độ, với tổng của các góc ngoài bằng 360 độ hay 2π độ radian hay vòng quay.

### Đường chéo
Với {\displaystyle n>2} số đường chéo là {\displaystyle {\frac {n(n-3)}{2}}}\n=0, 2, 5, 9,... Chúng chia đa giác thành 1, 4, 11, 24,... phần.

### Diện tích

Trung đoạn của lục giác đều

Diện tích A của đa giác lồi đều n cạnh là:
theo độ
{\displaystyle A={\frac {t^{2}n}{4\tan({\frac {180}{n}})}}},
hay theo độ radian  {\displaystyle A={\frac {t^{2}n}{4\tan({\frac {\pi }{n}})}}},
với t là độ dài của một cạnh.
Nếu biết bán kính, hay độ dài đoạn thẳng nối tâm với một đỉnh, diện tích là:
tính theo độ
{\displaystyle A={\frac {nr^{2}sin({\frac {360}{n}})}{2}}}
hay theo độ radian
{\displaystyle A={\frac {nr^{2}sin({\frac {2\pi }{n}})}{2}}},
với r là độ lớn của bán kính
Đồng thời, diện tích cũng bằng nửa chu vi nhân với độ dài của trung đoạn, a, (đoạn vuông góc hạ từ tâm của đa giác xuống một cạnh). Vì vây ta có A = a.n.t/2, với chu vi là n.t, và ở dạng đơn giản hơn 1/2 p.a.
Với cạnh t=1, ta có:
theo độ
{\displaystyle {\frac {n}{4\tan({\frac {180}{n}})}}}
hay theo độ radian (n khác 2)
{\displaystyle {\frac {n}{4}}\cot(\pi /n)}
giá trị được viết trong bảng sau:
| Số cạnh | tên hình               | Diện tích chính xác                                                                | Xấp Xỉ      |
| ------- | ---------------------- | ---------------------------------------------------------------------------------- | ----------- |
| 3       | tam giác đều           | {\displaystyle {\frac {\sqrt {3}}{4}}}                                             | 0.433       |
| 4       | hình vuông             | 1                                                                                  | 1.000       |
| 5       | ngũ giác đều           | {\displaystyle {\frac {1}{4}}{\sqrt {25+10{\sqrt {5}}}}}                           | 1.720       |
| 6       | lục giác đều           | {\displaystyle {\frac {3{\sqrt {3}}}{2}}}                                          | 2.598       |
| 7       | thất giác đều          |                                                                                    | 3.634       |
| 8       | bát giác đều           | {\displaystyle 2+2{\sqrt {2}}}                                                     | 4.828       |
| 9       | cửu giác đều           |                                                                                    | 6.182       |
| 10      | thập giác đều          | {\displaystyle {\frac {5}{2}}{\sqrt {5+2{\sqrt {5}}}}}                             | 7.694       |
| 11      | đa giác đều 11 đỉnh    |                                                                                    | 9.366       |
| 12      | đa giác đều 12 đỉnh    | {\displaystyle 6+3{\sqrt {3}}}                                                     | 11.196      |
| 13      | đa giác đều 13 đỉnh    |                                                                                    | 13.186      |
| 14      | đa giác đều 14 đỉnh    |                                                                                    | 15.335      |
| 15      | đa giác đều 15 đỉnh    | {\displaystyle {\frac {15}{4}}{\sqrt {7+2{\sqrt {5}}+2{\sqrt {15+6{\sqrt {5}}}}}}} | 17.642      |
| 16      | đa giác đều 16 đỉnh    | {\displaystyle 4+4{\sqrt {2}}+4{\sqrt {4+2{\sqrt {2}}}}}                           | 20.109      |
| 17      | đa giác đều 17 đỉnh    |                                                                                    | 22.735      |
| 18      | đa giác đều 18 đỉnh    |                                                                                    | 25.521      |
| 19      | đa giác đều 19 đỉnh    |                                                                                    | 28.465      |
| 20      | đa giác đều 20 đỉnh    | {\displaystyle 5+5{\sqrt {5}}+5{\sqrt {5+2{\sqrt {5}}}}}                           | 31.569      |
| 100     | đa giác đều 100 đỉnh   |                                                                                    | 795.513     |
| 1000    | đa giác đều 1000 đỉnh  |                                                                                    | 79577.210   |
| 10000   | đa giác đều 10000 đỉnh |                                                                                    | 7957746.893 |

The amounts that the areas are less than those of circles with the same perimeter, are (rounded) equal to 0.26, for n<8 a little more (the amounts decrease with increasing n to the limit π/12).

## Đa giác sao đều

Hình sao 5 cánh {5/2}

Một đa giác đều không lồi là một đa giác sao đều. Ví dụ phổ biến nhất là hình sao 5 cánh, có cùng số đỉnh với ngũ giác đều, nhưng có cách nối các đỉnh khác.
Với một đa giác sao n cạnh, công thức Schläfli được sửa cho phù hợp với dạng hình sao m của đa giác, ví dụ như {n/m}. Nếu m bằng 2, thì mỗi đỉnh đều được nối với hai đỉnh khác cách nó 2 đỉnh. Nếu m bằng 3, thì mỗi đỉnh đều được nối với hai đỉnh khác cách nó 3 đỉnh. Đường biên của đa giác đi quanh tâm m lần, và m đôi khi còn được gọi là mật độ của đa giác sao đều.
Một vài ví dụ:
- Sao 5 cánh đều- {5/2}
- Sao 7 cánh đều- {7/2} và {7/3}
- Sao 8 cánh đều- {8/3}
- Sao 9 cánh đều- {9/2} và {9/4}
- Sao 10 cánh đều- {10/3}
- Sao 11 cánh đều- {11/2}, {11/3}, {11/4}, {11/5}

m và n phải nguyên tố cùng nhau, hoặc hình sẽ suy biến. Phụ thuộc vào nguồn gốc rõ ràng của công thức Schläfli, có nhiều các ý kiến bất đồng về các hình suy biến. Ví dụ như {6/2} có thể được hiểu theo 2 cách:
- Vào thế kỉ 20, người ta thường cho rằng dựng hình {6/2} bằng cách nối mỗi đỉnh của đa giác lồi đều {6} với các đỉnh cách nó 2 đỉnh, và tạo thành một đa giác kép tạo bởi 2 tam giác đều, hay gọi là hình sao 6 cánh đều.
- Many modern geometers, such as Grünbaum (2003), regard this as incorrect. They take the /2 to indicate moving two places around the {6} at each step, obtaining a "double-wound" triangle that has two vertices superimposed at each corner point and two edges along each line segment. Not only does this fit in better with modern theories of abstract polytopes, but it also more closely copies the way in which Poinsot (1809) created his star polygons - by taking a single length of wire and bending it at successive points through the same angle until the figure closed.